# 瑞江村
瑞江村（みずえむら）とは、東京府南葛飾郡にかつて存在した村である。現在の江戸川区の東部に位置していた。江戸川区の地名として現存する。村名の由来は旧村名の瑞穂、一之江。

## 沿革
- 1913年（大正2年）1月1日 - 瑞穂村と一之江村が合併して新設。
- 1932年（昭和7年）10月1日 - 南葛飾郡全域が東京市に編入。瑞江村の区域は江戸川区となる。

## 交通

### 鉄道
- 東京都電車（廃線）
  - 一之江線

## 現在の地名
春江町、瑞江、西瑞江、東瑞江、江戸川、新堀、一之江、一之江町、二之江町、南篠崎町二丁目、三丁目、大杉一丁目、二丁目、三丁目、船堀七丁目（いずれも大体の範囲）